# Алмерейда, Майкл
Майкл Алмерейда (англ. Michael Almereyda, 7 апреля 1959, Оверленд-Парк, Канзас) — американский кинорежиссёр, сценарист, представитель независимого кино.

## Биография
Рано увлекся живописью и кинематографом. В юности большое впечатление на него произвела книга кинокритика Мэнни Фарбера «Негативное пространство» (1971). Изучал историю искусства в Гарварде, бросил учёбу и приехал в Нью-Йорк заниматься кино. Начинал как сценарист, работал как оператор, сотрудничал с Дэвидом Линчем, Тимом Бёртоном, Вимом Вендерсом, Оливье Ассаясом.

## Творчество
Снимает как документальные, так и игровые фильмы. Часто использует черно-белую цифровую видеокамеру PXL-2000, создающую в его лентах особое пространство другого мира — грёз, сновидений, воспоминаний.

## Избранная фильмография
- 1985: Герой нашего времени/ A Hero of Our Time (по роману Лермонтова, короткометражный, с Деннисом Хоппером)
- 1990: Смерч/ Twister (с Гарри Стэнтоном, в камео появляется Уильям Берроуз; номинация на МКФ Независимый дух за режиссёрский дебют в игровом кино)
- 1992: Другая девушка, другой мир/ Another Girl, Another Planet (специальное упоминание Национального общества кинокритиков США)
- 1994: Надя/Nadja (в одной из эпизодических ролей в фильме появляется Дэвид Линч; премия лучшему режиссёру на МКФ в Сиджесе, номинация на МКФ Независимый дух лучшему режиссёру, номинация на Большую премию жюри МКФ Сандэнс)
- 1997: Игрушечные лошадки/ The Rocking Horse Winner (по новелле Д. Г. Лоуренса, короткометражный)
- 1998: Транс/ Trance (ремейк фильма Карла Фройнда Мумия, с участием Кристофера Уокена, номинация на лучший фильм МКФ в Сиджесе)
- 2000: Гамлет / Hamlet (в заглавной роли — Итан Хоук, в роли Клавдия — Кайл Маклахлен, Полоний — Билл Мюррей; номинация на Золотого леопарда МКФ в Локарно)
- 2002: Счастливы здесь и сейчас/ Happy Here and Now
- 2003: Краткая история сюрреализма/ A Brief History of Surrealism (короткометражный)
- 2004: Вот что называется катастрофой/ This So-Called Disaster (документальный, о драматурге, актёре и режиссёре Сэме Шеппарде)
- 2005: Уильям Эглстон в реальном мире/ William Eggleston in the Real World (документальный)
- 2008: Новый Орлеан, любовь моя/ New Orleans, Mon Amour (документальный)
- 2008: Блюз Биг-Ривер/ Big River Blues (документальный)
- 2009: Сегодня в полдень/ Tonight at Noon (с участием Итана Хоука и Рутгера Хауэра)
- 2014: Цимбелин / Cymbeline
- 2015: Экспериментатор / Experimenter